# Tétényi-fennsík Természetvédelmi Terület
A Tétényi-fennsík egy magyarországi földrajzi kistáj és egyben a Duna–Ipoly Nemzeti Park Igazgatóság egyik országosan védett természetvédelmi területe. A Budapestet nyugatról szegélyező „zöld gyűrű" egyik értékes területe, a Budai-hegység déli előterében. Növényzete főleg erősen cserjésedett sztyepprét kb. 400 növényfajjal, amelyből 45 védett, illetve fokozottan védett. Mintegy 80 védett állatfajnak ad élőhelyet. Közel 300 hektáron elterülő része (Érd-tétényi plató néven) az európai közösségi jelentőségű természetvédelmi rendeltetésű területekkel érintett földrészletekről szóló 14/2010. (V.11.) KvVM rendelet alapján közösségi jelentőségű természetvédelmi rendeltetésű terület (Natura 2000 terület).

## Jellemzése
A Tétényi-fennsík védett részei Budapest XXII. kerülete (Budatétény és Nagytétény), Budapest XI. kerülete (Kamaraerdő), Budaörsi-Kamaraerdő, Törökbálint, Diósd és Érd közigazgatási területére esnek.
A terület nagy részén a mediterrán kavicsos-homokos rétegeket tekintélyes vastagságú mészkő fedi. Átlagos magassága 200 m, legmagasabb pontja a törökbálinti 267 méter magas Anna-hegy, Budapesten belül pedig a 227 méter magas kamaraerdei Vadász-hegy. (Budafokhoz tartozó legmagasabb pontja a 192 méter magas Kereszt-hegy (Óhegy).) A nyugati szélén hozzá kapcsolódó Érd-Sóskúti-fennsík legmagasabb kiemelkedése a 334 méteres biatorbágyi Iharos-hegy. A fennsík felszínét 600-800 méterenként 5–10 m magas lépcsőperemek tagolják.
Északról a Budaörsi-medence, keleten és délen a Duna völgye Csepeli-sík határolja, délnyugaton pedig az Érd és Tárnok határán húzódó Fundoklia-völgy (Szidónia-völgy) északnyugat-délkelet irányú mélyedése az Érd-Sóskúti-fennsíktól választja el. (Az Érd-Sóskúti-fennsíkot nyugati irányból a Füzes-patak völgye a Zsámbéki-medencétól, a Benta-patak völgye pedig az Etyeki-dombságtól választja el.) A Tétényi-fennsík 100 méter magas éles peremmel emelkedik ki a Budaörsi-medencéből, majd árkokkal, kisebb mélyedésekkel tagolt felszíne enyhe lejtéssel tart a Duna felé. Legnagyobb völgye a Törökbálint és Diósd között húzódó Égett-völgy, amely 150–200 m hosszan, 30–40 m mélységgel szeli át a fennsíkot. Északkeleten a Budafokig – a korábbi gyümölcsösök, nyaralók és hétvégi telkek helyén mára legfőképp családi házakkal sűrűn beépült – hosszú, egyenletesen emelkedő budatétényi lejtő fokozatosan megy át mészkőfennsíkba. Peremein a mészkőtáblák hirtelen meredek falakkal szakadnak le.
A fennsík nevezetes látványosságai Diósdon a föld alatti mészkőbányászatból visszamaradt hatalmas barlangszerű üregek, a Diósdi Római-barlang, a Kaptárkői 2. sz. forrásbarlang, valamint a Kaptárkői-barlang.

## Története
Az eredeti vegetáció mészkedvelő tölgyes-cserjés-sziklagyep mozaik lehetett. Az erdőt több száz éve – mivel a területet legelőként használták – kiirtották. A nem túl intenzív legeltetés biztosította a sztyeppfajok fennmaradását (a cserjék nem tudtak túlzottan elszaporodni). A 20. században a fennsíkot évtizedekig katonai célokra használták. Az 1990-es években illegális szemétlerakó telepként kezdett el „funkcionálni”. A XXII. kerülethez tartozó részét teljesen sikerült megtisztítani a szeméttől, ezt 1999-ben védetté nyilvánították. (A XI. kerületi és a budaörsi részen sajnos még a mai napig is helyeznek el illegálisan szemetet.)
A fennsík Mechanikai Művektől északra eső része, amelynek környezetvédő szakemberek becslései szerint természetvédelmi eszmei értéke közel tízmilliárd forint, a rendszerváltás óta közéleti és jogi huzavona tárgyát képezi. Egyes zöld szervezetek részéről kritikák érték részben a területen elhelyezkedő Mechanikai Művek (illetve ennek a rendszerváltás után különféle tulajdonosok kezelésében, különféle neveken működtetett utódjainak) működését, részben pedig a helyi politikai erőknek azt a törekvését, hogy támogassák az egykor katonai célokat szolgáló gyár területe mellé épülő lakópark építését. A lakópark építése, amelyben egyes források szerint a Medgyessy Péter vezette Inter-Európa Bank volt érdekelt, de a helyi Fidesz és MSZP is támogatta, végül megkezdődött, bár (a helyi önkormányzati politikai erők közül egyedüliként) a MIÉP-es képviselő egy, 52 támogató aláírás híján érvénytelen népszavazási kezdeményezéssel próbálta ezt megakadályozni. A terület növényzetét 2001 tavaszán kiirtották vagy áttelepítették, a talajt pedig árokásási munkálatok részeként helyenként a sziklaalapig lecsupaszították. Az építkezés végül (nem a tiltakozások, hanem a terület tulajdonosának megváltozása miatt) abbamaradt, a természet kezdi visszafoglalni a területet.
Az egykori Mechanikai Művek területén 2005 augusztusában emlékezetes robbanás történt, melynek során a pirotechnikai eszközöket gyártó Pyro-Technic Kft. raktárában nagy mennyiségű lőpor robbant fel, és okozott tüzet, amely három halálos áldozatot és hét sérültet követelt.

## Védetté nyilvánítás
A Fővárosi Önkormányzat közgyűlése 1999 nyarán természetvédelmi területté nyilvánította a fennsík területének egy 111 hektáros kiterjedésű részét. Ez a terület Érd-Tétényi plató néven az Európai Közösség Natura 2000 hálózatában kiemelt jelentőségű természetmegőrzési területként szerepel. Ezt a 14/2010. (V. 11.) KvVM rendelet rögzíti. 2005-ben a területén tanösvényt alakítottak ki.
2011 decemberében a vidékfejlesztési miniszter a fennsík további 148 hektár, Törökbálint és Budapest XXII. kerületének közigazgatási területén fekvő részét is védetté nyilvánította – ez már országos szintű védelmet jelent. A korábban már védelem alatt álló területekkel együtt ez összesen közel 300 hektár védett területet jelent a Tétényi-fennsíkon.
Az itt élő növények és állatok közül sok innen nyugatabbra már nem fordul elő, ezért a Tétényi-fennsík flórája és faunája nemcsak hazai, hanem európai szinten is kiemelt természeti értéket képviselnek. Ilyen viszonylag nagy kiterjedésű, sok részében még kevéssé bolygatott, viszonylag egybefüggő élőhely csak kevés maradt fenn Magyarországon. A fennsík további érdekessége, hogy mint az Alföld és a középhegységeink határán elhelyezkedő terület, növény- és állatvilágában számos, az egyes tájegységekkel közös védett és értékes faj található.

## Természetvédelmi célkitűzések
A védetté nyilvánítás elsődleges célja a terület lejtősztyepp élőhelyeinek és változatos élővilágának megőrzése, a védett fajok közül is különös tekintettel a pannon deres csenkeszre, a pézsmahagymára, a borzas vértőre, az ezüstaszottra, a csinos árvalányhajra, az erdei szellőrózsára, a barátposzátára, a tövisszúró gébicsre és a kenderikére.
Az őshonos növényzet regenerációja érdekében cél az idegenhonos fa- és cserjefajok állományainak (különösen az inváziós bálványfa, keskenylevelű ezüstfa, feketefenyő és a fehér akác) visszaszorítása. A Zöld Jövő Környezetvédelmi Egyesület a Magyar Madártani és Természetvédelmi Egyesülettel közösen rendszeresen szervez élőhelykezelési programokat, amelyben az egyesületek aktivistái az idegenhonos fajok mellett a (legeltetés megszűnése miatt) túlzottan elszaporodott őshonos galagonyát is ritkítják, hogy megmaradjanak a fennsík fajgazdag gyepfoltjai.

## Képek

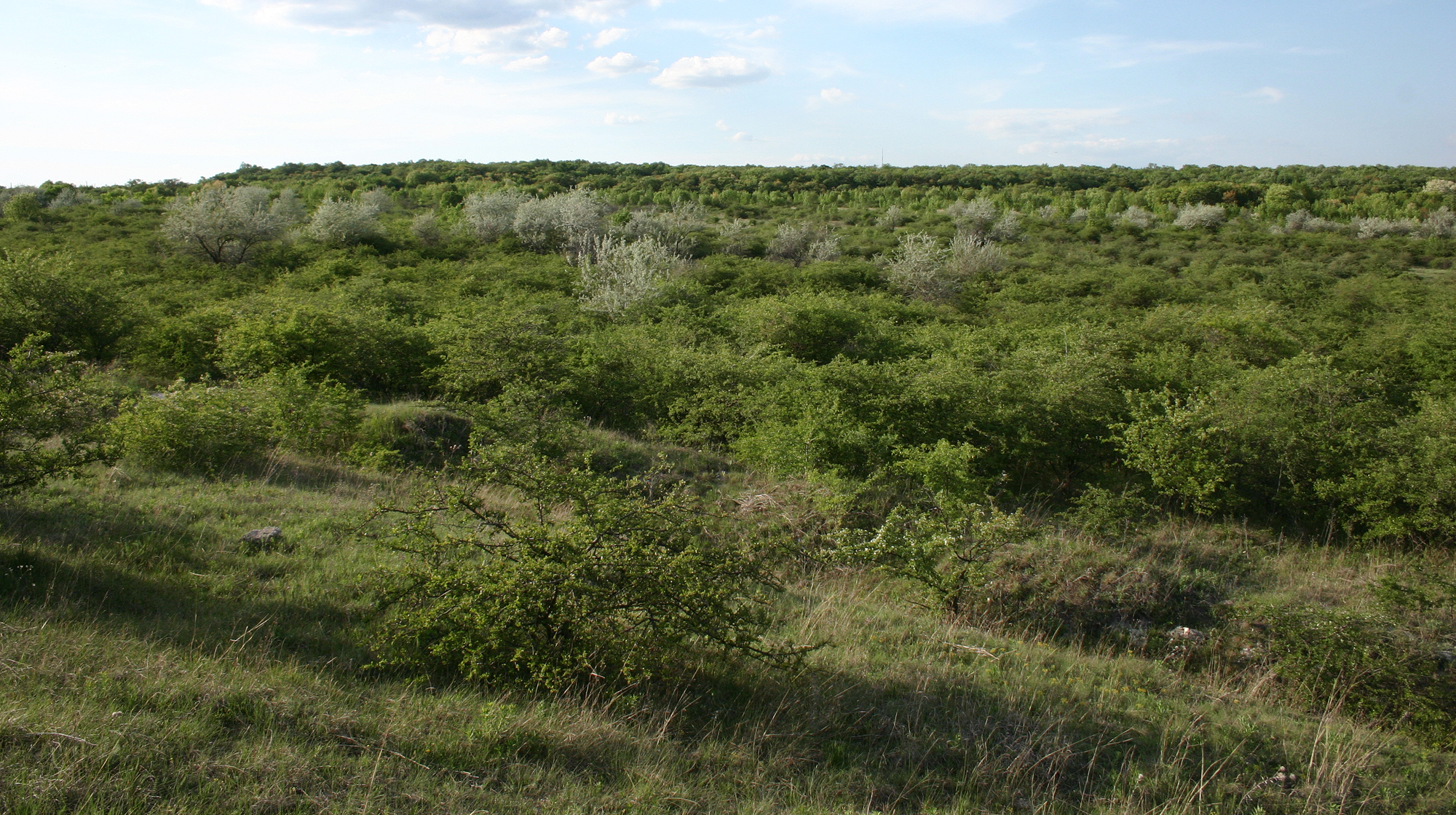
A Tétényi-fennsík Budatétényhez tartozó része (1999 óta természetvédelmi terület, a képen galagonyabokrok és keskenylevelű ezüstfa példányai láthatók)
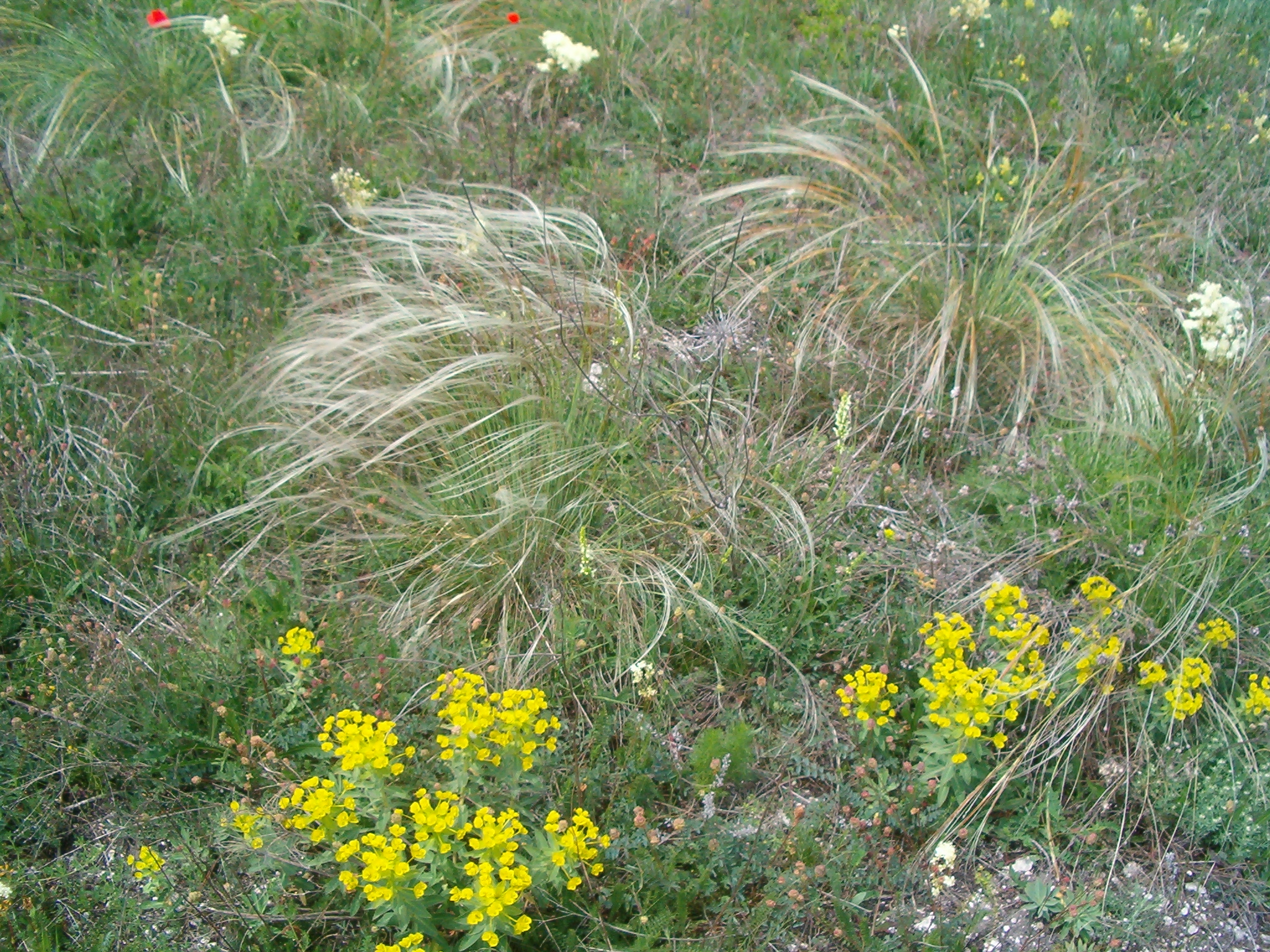
A májusban tömegesen virágzó védett árvalányhaj egyedei a 2001-ben teljesen leirtott, azóta regenerálódni kezdő területen (az előtérben a kutyatej sárga virágai, 2007. május 20.)
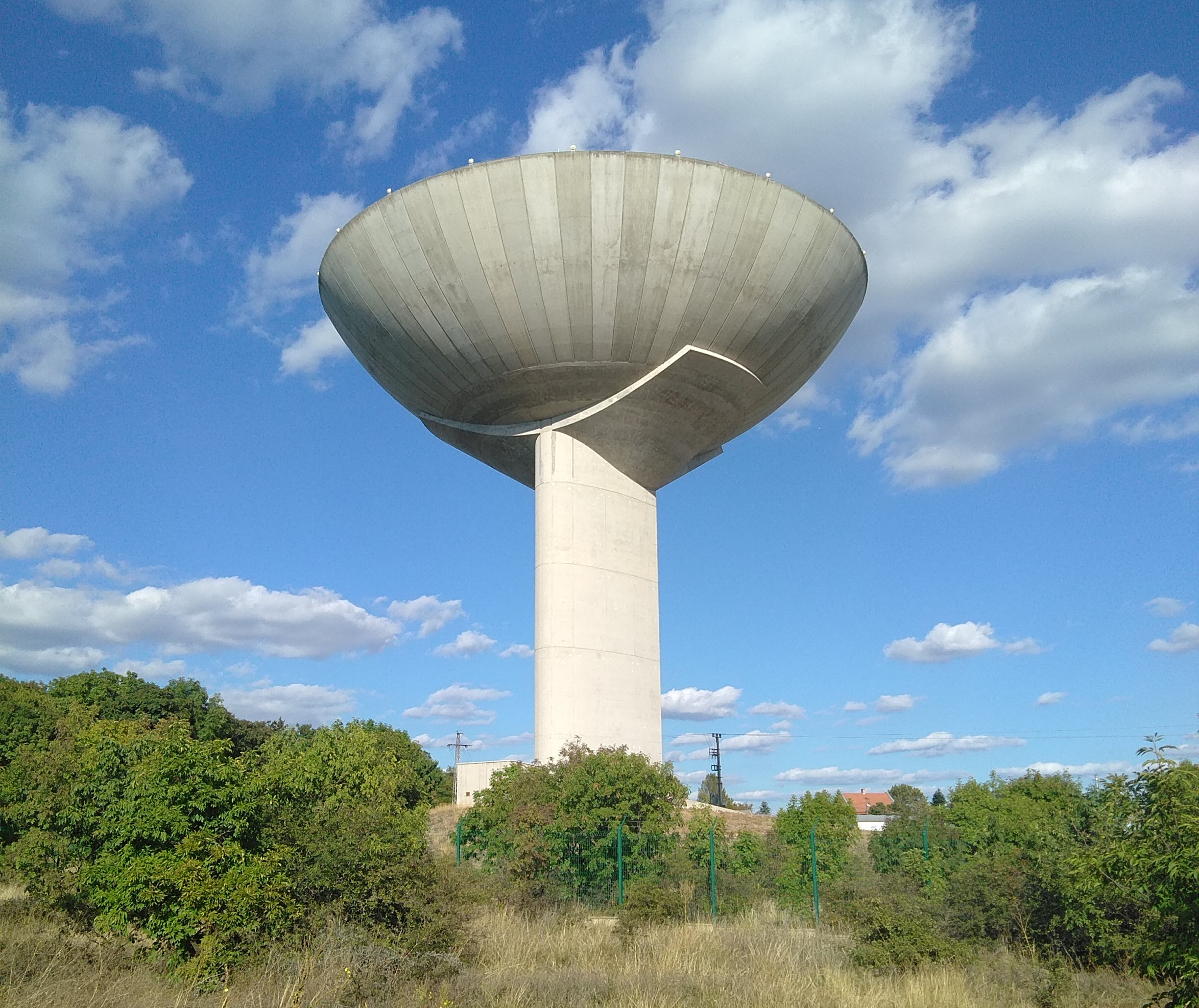
2008. áprilisában készült el a Kamaraerdő délkeleti szélén álló – Budapest XXII. kerülete folyamatosan növekvő vízigényének kielégítésére épült – 3000 köbméteres budatétényi víztorony
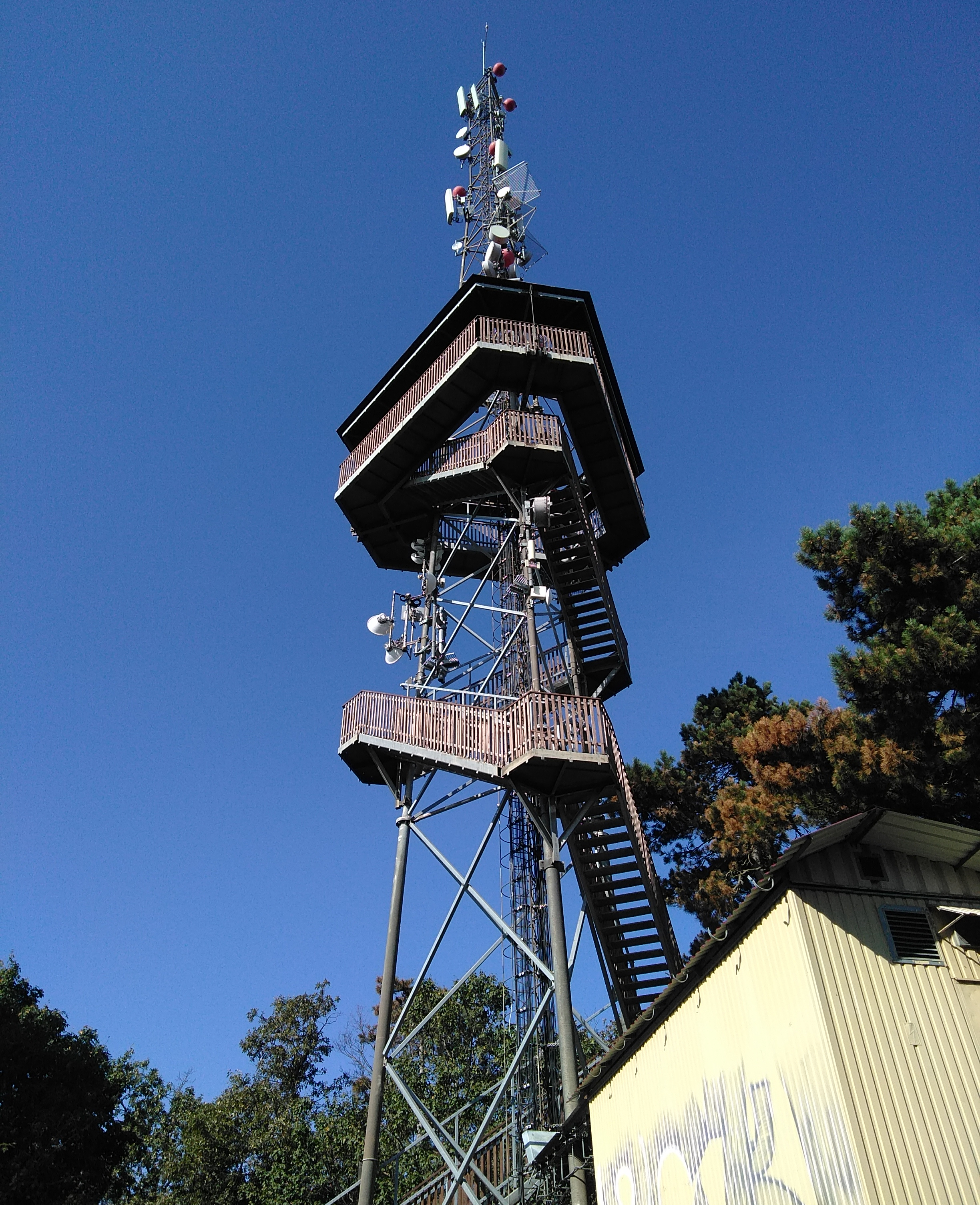
Az Anna-hegyi kilátó Törökbálinton
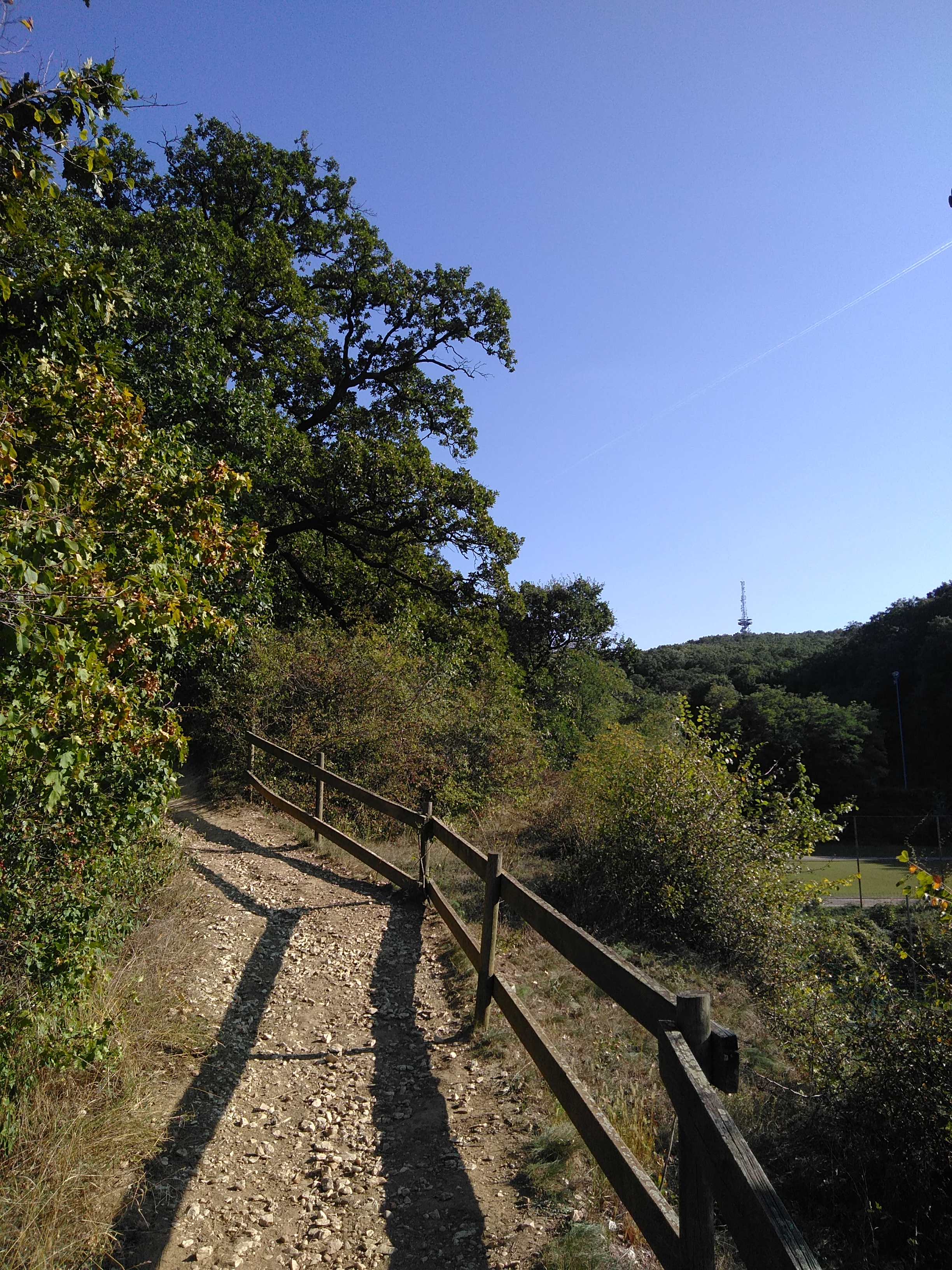
Az Anna-hegyre felvezető turistaút az Alsóerdősori sporttelep mellett Törökbálinton
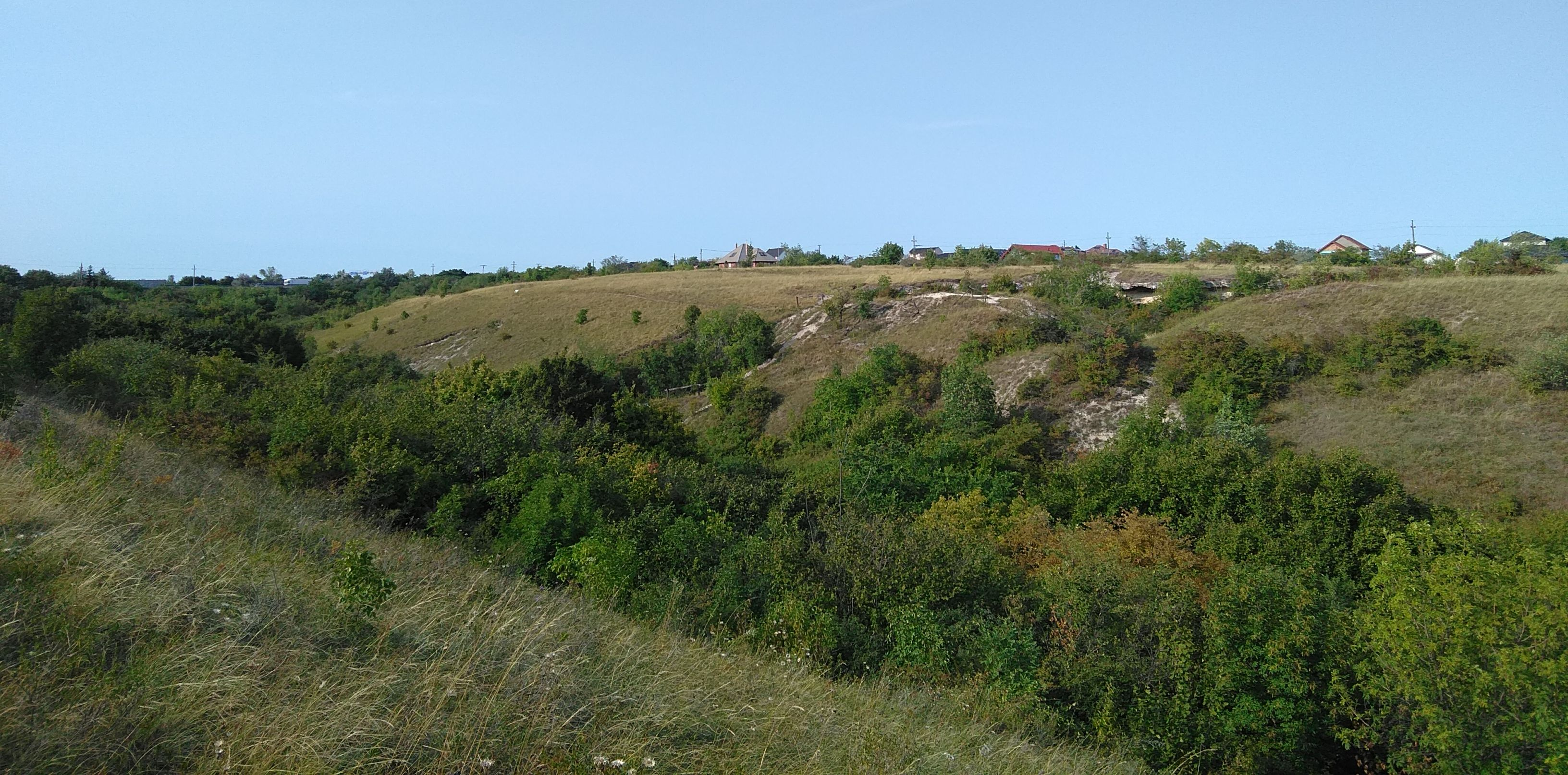
A Fundoklia-völgy Érd nyugati peremén